# تازیان عشق
تازیان عشق (به انگلیسی: Hounds of Love) فیلمی است در ژانر جنایی-هیجانی به نویسندگی و کارگردانی بن یانگ، محصول ۲۰۱۶ استرالیا. اما بوث، اشلی کامینگز و استیون کاری در این فیلم به ایفای نقش پرداخته‌اند.
اما بوث برای بازی در این فیلم موفق به دریافت جایزه بهترین هنرپیشهٔ زن در هفتمین دورهٔ جایزه اکتا شده‌است. همچنین اشلی کامینگز هم برای ایفای نقشش جایزهٔ فئودورا را برای بهترین بازیگر زن جشنوارهٔ فیلم ونیز از آن خود کرده است.

## داستان
فیلم دربارهٔ زوجی است که در حومهٔ پرت زندگی می‌کنند. اینان دختران جوان را می‌ربایندو پس از آزار جنسی به قتل می‌رسانند. شبی این دو دختری جوان به نام ویکی را، که پدر و مادرش از هم جدا شده‌اند و پنهانی به قصد رفتن به پارتی از خانه خارج شده است، به خانهٔ خود کشیده و وی را بیهوش می‌کنند. دختر که به دام اینان افتاده متوجه رابطهٔ عاشقانهٔ پیچیدهٔ این زوج می‌شود. زن رباینده از دختر می‌خواهد که نامه‌ای به خانواده‌اش بنویسد و دختر با رمزی که تنها دوست پسرش از آن آگاه است نامه را می‌فرستد و در آن آدرس حدودی مکانی که او در آنجا زندانی است می‌دهد. خانواده برای یافتن او کوشش می‌کنند و دختر هم در آنجا مورد آزار زوج مورد نظر قرار می‌گیرد. آنان در اندیشهٔ قتل اویند، ولی اختلافات زن و مرد فرصتی را برای رهایی او پدید می‌آورد.